# Tönieshof
Der Tönieshof (lateinisch curia sancti Antonii) war eine Niederlassung des Antoniterordens in Halberstadt vom 14. bis zum 16. Jahrhundert.

## Lage

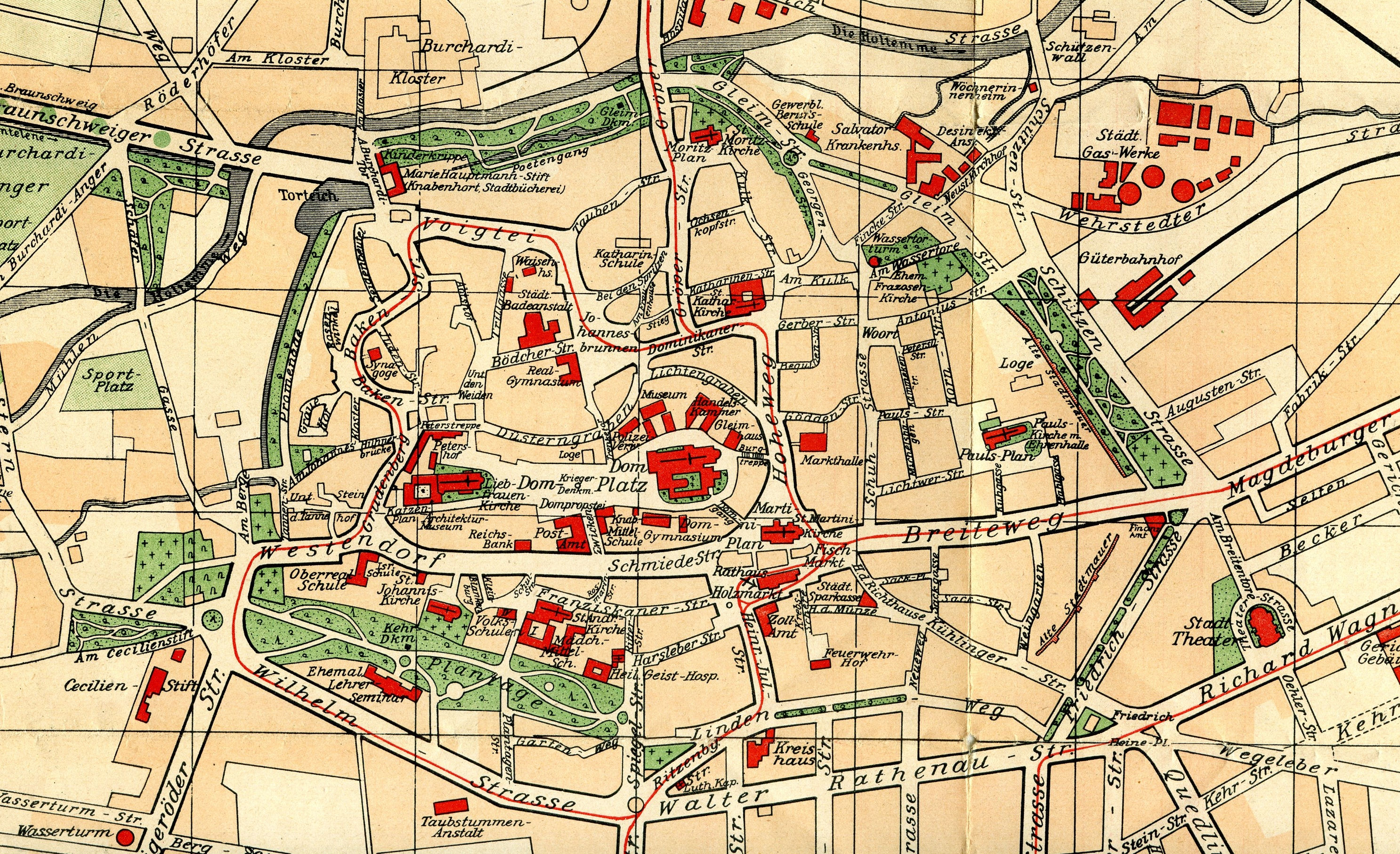
Halberstadt 1900, die Französisch-reformierte Kirche stand nördlich der Antoniterstraße im nordöstlichen Teil der Stadt

Der Antoniterhof lag am nordöstlichsten Ende der mittelalterlichen Altstadt von Halberstadt an der Stadtmauer östlich des Wassertores.  Später wurde dort die französisch-reformierte Kirche gebaut. Die Antoniterstraße trägt bis in die Gegenwart dessen Namen.
Die Gebäude sind nicht erhalten.

## Geschichte
1382 erhielt der Meister (meystir) der Antoniterklosters Prettin (= Lichtenburg) einen Hof vom Bürger Claus von Orsleben für den Orden, zunächst auf Widerruf.
Über die weitere Entwicklung gibt fast keine genaueren Nachrichten, der Hof wurde nur zweimal im 15. Jahrhundert als Grundstück zur Ortsangabe erwähnt.
Es gab dort wahrscheinlich einen eigenständigen Konvent, wie ein Text von 1530 nahelegt, der angibt, die Antoniter hätten den Hof verlassen.
Etwa in dieser Zeit unterhielt dort ein Dominikaner eine Schule.
1716 erwarb die französisch-reformierte Gemeinde einen Teil des Grundstücks, das von einer Mauer aus Quadersteinen umgeben war und noch immer eine Kapelle besaß. Sie errichteten dort 1717 die französisch-reformierte Kirche.
1875 war von den mittelalterlichen Gebäuden offenbar nichts mehr erhalten.